# Bahnstrecke Gryfów Śląski–Jindřichovice pod Smrkem
| Streckennummer: | 317 Gryfów Śląski–Mirsk 284 ehem. Legnica–Staatsgrenze |                                                           |                                                           |
| Kursbuchstrecke (PKP): | 253 (Gryfów Śląski–Świeradów-Zdrój)                    |                                                           |                                                           |
| Kursbuchstrecke: | 123r (1934)                                            |                                                           |                                                           |
| Streckenlänge: | 10,0 km                                                |                                                           |                                                           |
| Spurweite: | 1435 mm (Normalspur)                                   |                                                           |                                                           |
| |                                                        |                                                           |                                                           |
| \| \| \| von Legnica (km 0) \| \| \| \| \| von Görlitz/Zgorzelec \| \| \| \| 71,481 \| Gryfów Śląski früher Greiffenberg (Schles) \| Gryfów Śląski früher Greiffenberg (Schles) \| \| \| \| nach Wrocław Świebodzki \| \| \| \| 74,758 \| Proszówka früher Neundorf-Greiffenstein \| (ehem. Bf) \| \| \| 77,398 \| Brzeziniec früher Birkicht \| Brzeziniec früher Birkicht \| \| \| \| Queis \| \| \| \| 80,244 \| Mirsk früher Friedeberg (Isergeb) \| (ehem. Bf) \| \| \| \| nach Świeradów-Zdrój (vorm. Isergebirgsbahn) \| \| \| \| \| Schwarzbach \| \| \| \| 85,134 \| Wolimierz früher Volkersdorf (Neu Scheibe) \| Wolimierz früher Volkersdorf (Neu Scheibe) \| \| \| \| Lucycz \| \| \| \| 86,347 \| Pobiedna früher Wigandsthal-Bad Schwarzbach \| Pobiedna früher Wigandsthal-Bad Schwarzbach \| \| \| 87,840 \| Staatsgrenze Polen–Tschechien \| Staatsgrenze Polen–Tschechien \| \| \| 0 \| Jindřichovice pod Smrkem früher Heinersdorf (Tafelfichte) \| Jindřichovice pod Smrkem früher Heinersdorf (Tafelfichte) \| \| \| \| nach Frýdlant v Čechách (vorm. FrBB) \| \| \| \| \| \| \| \| Quellen: [1][2] \| \| \| \| |                                                        |                                                           |                                                           |
| Strecke (außer Betrieb) |                                                        | von Legnica (km 0)                                        | von Legnica (km 0)                                        |
| Abzweig ehemals geradeaus und von rechts |                                                        | von Görlitz/Zgorzelec                                     | von Görlitz/Zgorzelec                                     |
| Bahnhof | 71,481                                                 | Gryfów Śląski früher Greiffenberg (Schles)                | Gryfów Śląski früher Greiffenberg (Schles)                |
| Abzweig geradeaus und nach links |                                                        | nach Wrocław Świebodzki                                   | nach Wrocław Świebodzki                                   |
| Haltepunkt / Haltestelle | 74,758                                                 | Proszówka früher Neundorf-Greiffenstein                   | (ehem. Bf)                                                |
| ehemaliger Haltepunkt / Haltestelle | 77,398                                                 | Brzeziniec früher Birkicht                                | Brzeziniec früher Birkicht                                |
| Brücke über Wasserlauf |                                                        | Queis                                                     | Queis                                                     |
| Haltepunkt / Haltestelle | 80,244                                                 | Mirsk früher Friedeberg (Isergeb)                         | (ehem. Bf)                                                |
| Abzweig ehemals geradeaus und nach links |                                                        | nach Świeradów-Zdrój (vorm. Isergebirgsbahn)              | nach Świeradów-Zdrój (vorm. Isergebirgsbahn)              |
| Brücke über Wasserlauf (Strecke außer Betrieb) |                                                        | Schwarzbach                                               | Schwarzbach                                               |
| Haltepunkt / Haltestelle (Strecke außer Betrieb) | 85,134                                                 | Wolimierz früher Volkersdorf (Neu Scheibe)                | Wolimierz früher Volkersdorf (Neu Scheibe)                |
| Brücke über Wasserlauf (Strecke außer Betrieb) |                                                        | Lucycz                                                    | Lucycz                                                    |
| Bahnhof (Strecke außer Betrieb) | 86,347                                                 | Pobiedna früher Wigandsthal-Bad Schwarzbach               | Pobiedna früher Wigandsthal-Bad Schwarzbach               |
| Grenze (Strecke außer Betrieb) | 87,840                                                 | Staatsgrenze Polen–Tschechien                             | Staatsgrenze Polen–Tschechien                             |
| Kopfbahnhof Strecke bis hier außer Betrieb | 0                                                      | Jindřichovice pod Smrkem früher Heinersdorf (Tafelfichte) | Jindřichovice pod Smrkem früher Heinersdorf (Tafelfichte) |
| Strecke |                                                        | nach Frýdlant v Čechách (vorm. FrBB)                      | nach Frýdlant v Čechách (vorm. FrBB)                      |
| |                                                        |                                                           |                                                           |
| Quellen: |                                                        |                                                           |                                                           |

Die Bahnstrecke Gryfów Śląski–Jindřichovice pod Smrkem ist eine Nebenbahn in Polen und Tschechien, die ursprünglich von der Preußischen Staatsbahn erbaut und betrieben wurde. Sie zweigt in Gryfów Śląski (Greiffenberg) von der Bahnstrecke Wrocław Świebodzki–Zgorzelec ab und führt im Isergebirgsvorland über Mirsk nach Jindřichovice pod Smrkem (Heinersdorf a. d. Tafelfichte), wo Anschluss an die Bahnstrecke Frýdlant v Čechách–Jindřichovice pod Smrkem besteht.
Nach zwischenzeitlicher Gesamtstilllegung ist der Abschnitt Gryfów Śląski–Mirsk als Teil der Verbindung nach Świeradów-Zdrój (Bad Flinsberg) seit 2023 wieder in Betrieb.

## Geschichte

### Vorgeschichte und Bau
Nachdem die Schlesische Gebirgsbahn Greiffenberg erreichte, wollten auch die Ortschaften im Tal des Queis einen Eisenbahnanschluss. Von Friedland in Böhmen war gleichzeitig eine Eisenbahnverbindung nach Heinersdorf a. d. Tafelfichte begonnen wurden. Demzufolge wurde von der Preußischen Staatsbahn zur Belebung der traditionellen Handwerksbetriebe eine Eisenbahnlinie von Greiffenberg bis Friedeberg und einem grenzüberschreitenden Anschluss bis Heinersdorf geplant.
Der Abschnitt von Greifenberg bis Friedeberg wurde 1884, der Abschnitt bis Meffersdorf (später Wigandsthal-Bad Schwarzbach) war bis 1897 fertiggestellt.
Die neue Linie erforderte nur wenige ingenieurtechnische Leistungen. Im ersten Teil bis Friedeberg wurde auf einer Steinbrücke der Queis überquert, im anschließenden Abschnitt folgten zwei Blechträgerbrücken über den Schwarzbach bei Friedeberg und über den Lausitzbach bei Volkersdorf. Stationäre Bahnhofsgebäude wurden in Neundorf-Greiffenstein, Friedeberg und in Meffersdorf/Wigandsthal errichtet.
Grundlage für den Bau des grenzüberschreitenden Abschnitts nach Österreich war ein Staatsvertrag vom 20. November 1902, der am 3. Juli 1903 mit dem Austausch der Ratifikationsurkunden in Kraft trat. Der österreichische Staat verpflichtete sich, die Konzession für den österreichischen Abschnitt an die Friedländer Bezirksbahn zu vergeben, in Preußen war hingegen ein Bau durch den Staat vorgesehen. Der Betrieb auf der neuen Bahn sollte dagegen durchgängig durch die Preußische Staatsbahn durchgeführt werden. Als Grenzbahnhof war deshalb der schon vorhandene Bahnhof Heinersdorf der Friedländer Bezirksbahn vorgesehen, der zu einer gemeinsamen Zoll- und Wechselstation ausgebaut werden sollte.
Die Konzession zum Bau des österreichischen Abschnitts war bereits am 8. September 1900 an die Friedländer Bezirksbahnen (FrBB) vergeben worden, sodass der Bau unmittelbar nach Inkrafttreten des Staatsvertrages beginnen konnte. Am 1. November 1904 war die gesamte Strecke fertiggestellt.

### Betrieb

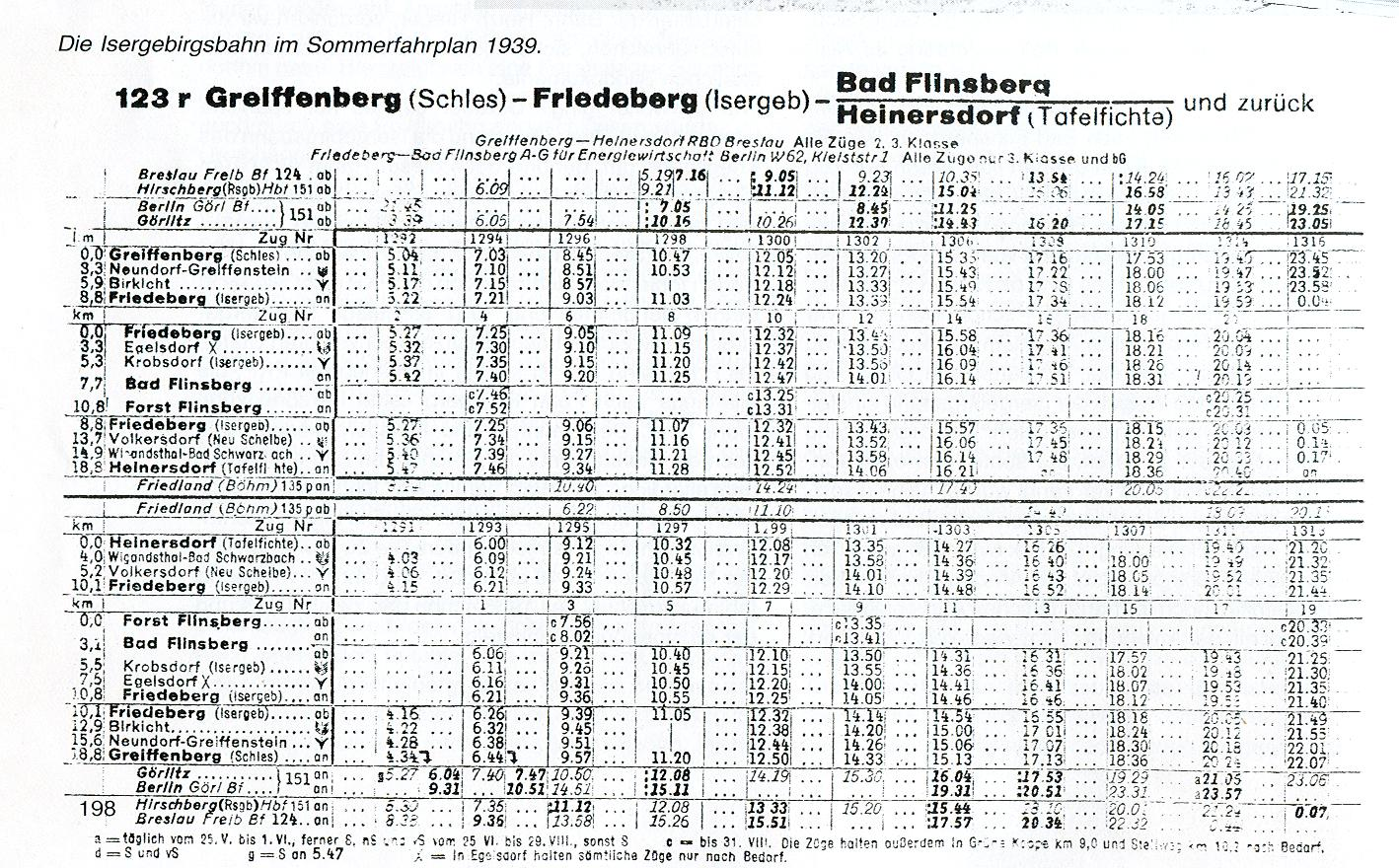
Fahrplan 1939

Von Anfang an diente die Linie zum Transport von Bedarf deckenden Erzeugnissen der Bevölkerung. Eine nicht zu unterschätzende Einnahmequelle stellte der Tourismus dar; Erholungssuchende wurden zu den Kurbädern auf beiden Seiten der Grenze transportiert. Die Züge verkehrten vielfach als GmP von Greiffenberg bis Friedeberg zusammen, danach wurden sie getrennt und fuhren jeweils ihrem Ziel Heinersdorf bzw. Bad Flinsberg (heute: Świeradów-Zdrój) entgegen. Die Fahrpläne der Vorkriegszeit verzeichneten drei oder vier Zugpaare, die von Greiffenberg bis ins böhmische Heinersdorf durchliefen. Benutzt wurden sie hauptsächlich von deutschen Ausflüglern, die das nahe Isergebirge besuchen wollten. Die Zoll- und Passformalitäten wurden im Grenzbahnhof Heinersdorf abgewickelt.
Nach der Angliederung des Sudetenlandes an Deutschland am 1. Oktober 1938 lag die gesamte Strecke nunmehr auf deutschem Staatsgebiet. Der Zugverkehr nach Heinersdorf wurde wesentlich verdichtet, insgesamt neun Zugpaare verkehrten nun von und nach Heinersdorf. Auf einen nun möglichen Durchlauf der Züge von und nach Friedland in Böhmen wurde auch weiterhin verzichtet.
Die Bahnstrecke überstand den Zweiten Weltkrieg unbeschadet. Sie lag nun auf dem Staatsgebiet Polens und wurde von den Polnischen Staatsbahnen (PKP) betrieben. Einen beschränkten grenzüberschreitenden Verkehr gab es dann noch für einige Zeit, da die Bahnstrecke Görlitz–Seidenberg an der Oder-Neiße-Grenze unterbrochen war und dort bis 1948 noch kein Anschluss an das übrige polnische Eisenbahnnetz bestand. Ab 1948 war Pobiedna Endbahnhof der PKP, die grenzüberschreitende Strecke wurde später abgebaut.

### Nach der Stilllegung

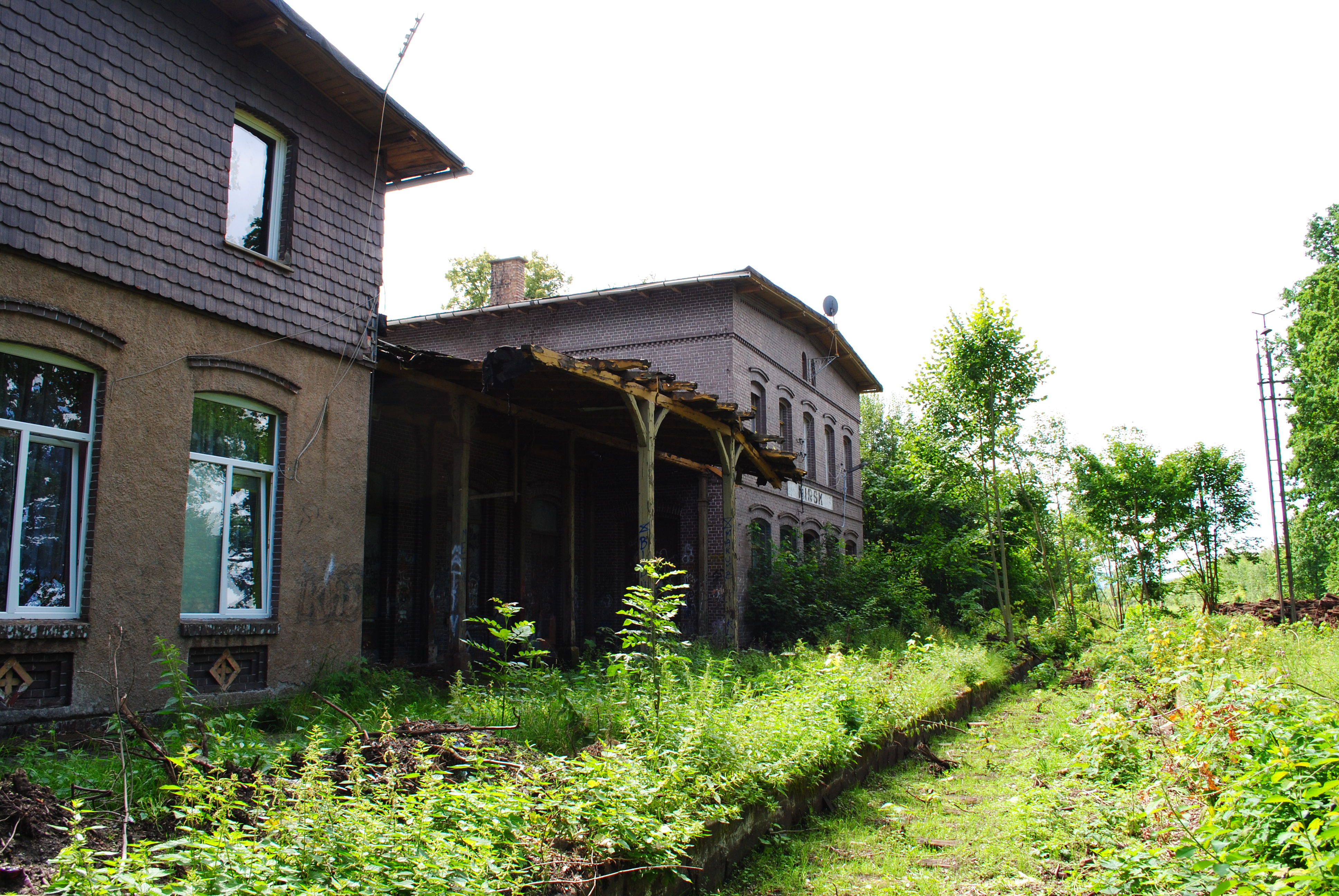
Bahnhof Mirsk nach dem Abbau der Gleise (2021)

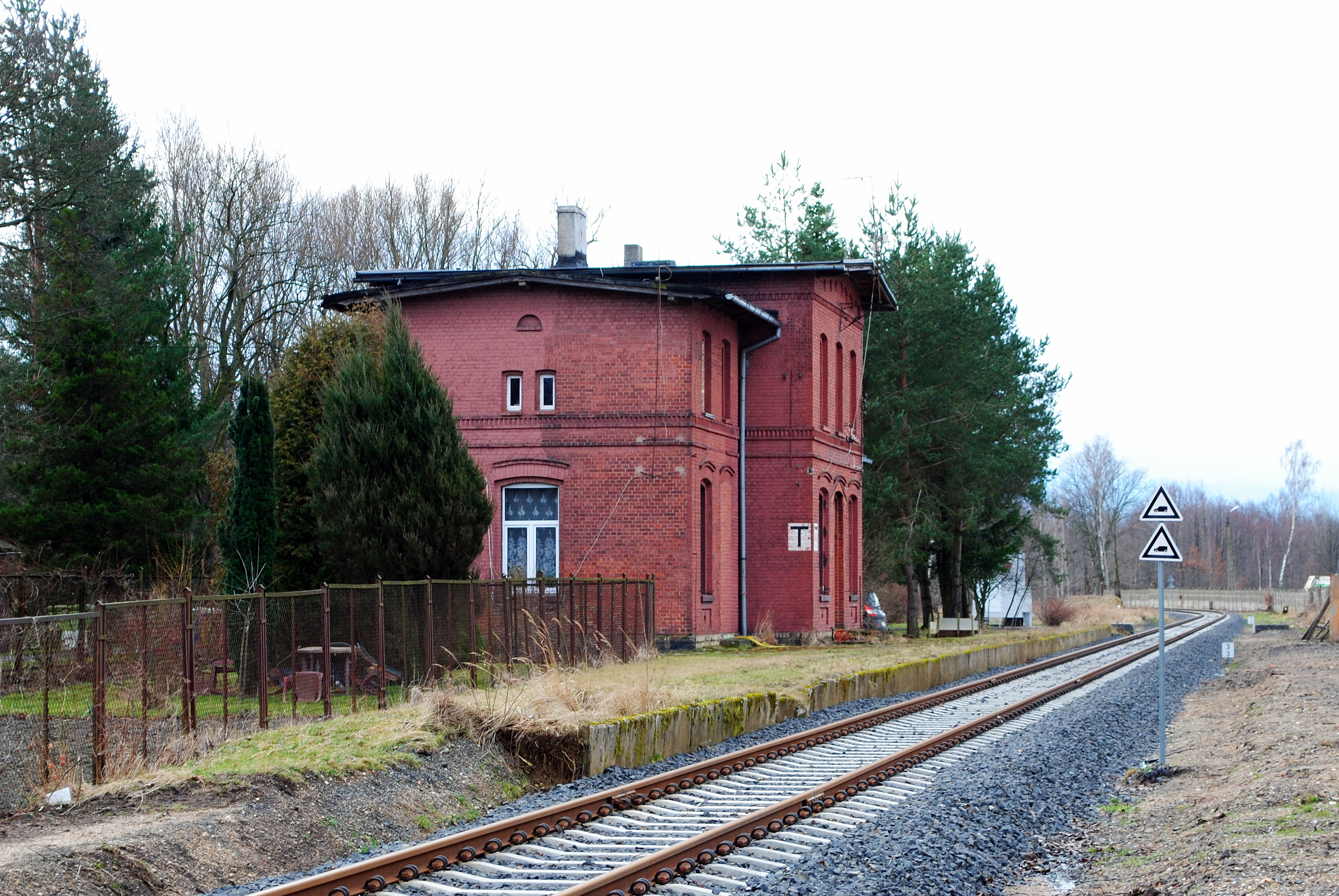
Ehemaliger Bahnhof Proszówka. Der heutige Haltepunkt wurde 2023 an anderer Stelle neu gebaut. (2024)

Der Abschnitt zwischen Mirsk und Pobiedna wurde zum 1. Juli 1987 stillgelegt und danach abgebaut.
Am 12. Dezember 1996 stellten die PKP auch den Reiseverkehr zwischen Gryfów Śląski und Mirsk ein. Seit der Aufgabe des Güterverkehrs am 1. Januar 2002 gab es dort keinen regelmäßigen Verkehr mehr.
Die Arbeiten zur Instandsetzung des Streckenabschnitts zwischen Gryfów Śląski und Mirsk und  der anschließenden Bahnstrecke Mirsk–Świeradów-Zdrój begannen im Mai 2022.
Am 10. Dezember 2023 wurde der Reiseverkehr wieder aufgenommen. Der Bahnhof Mirsk wurde im Rahmen der Streckeninstandsetzung lediglich als Haltepunkt wieder aufgebaut.
Seitens der Wojewodschaft Niederschlesien und lokaler Politiker gab es auch mittlerweile obsolete Planungen, die grenzüberschreitende Strecke nach Jindřichovice pod Smrkem wieder in Betrieb zu nehmen.

## Fahrzeugeinsatz

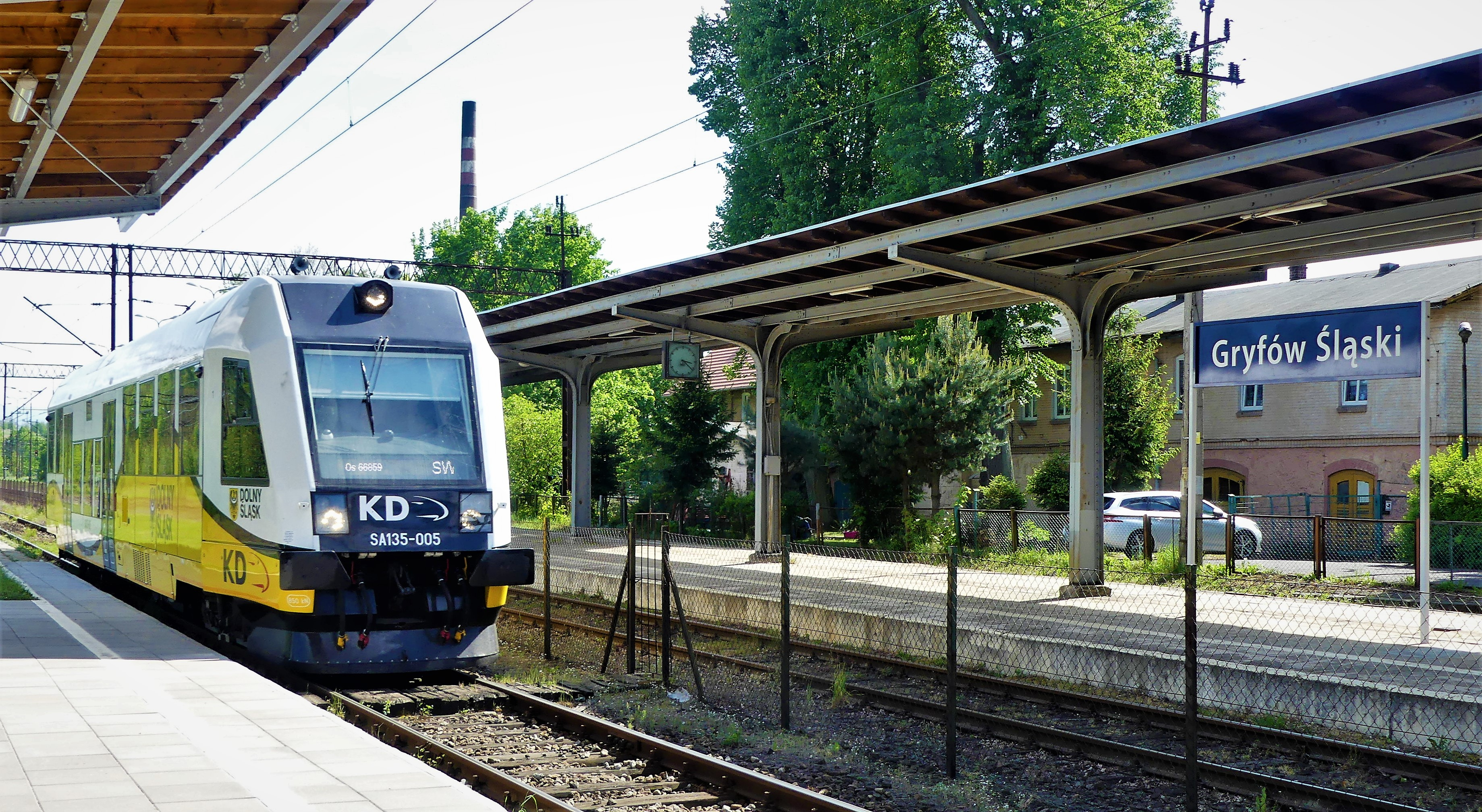
SA 135-005 der Koleje Dolnośląskie in Gryfów Śląski (2024)

Anfangs übernahmen den Dienst die Fahrzeuge der preußischen Reihe T 9.3, ab 1930 wurden diese dann von moderneren Lokomotiven wie der Baureihe 86 ersetzt.
Koleje Dolnośląskie setzt seit Dezember 2023 planmäßig Triebwagen der PKP-Baureihe SA135 im Reiseverkehr ein.